# Arcidiocesi di Melbourne
L'arcidiocesi di Melbourne (in latino Archidioecesis Melburnensis) è una sede metropolitana della Chiesa cattolica in Australia. Nel 2023 contava 1.353.760 battezzati su 5.151.000 abitanti. È retta dall'arcivescovo Peter Andrew Comensoli.

## Territorio
L'arcidiocesi comprende la zona di Melbourne nello stato australiano di Victoria.
Sede arcivescovile è la città di Melbourne, dove si trova la cattedrale di San Patrizio.
Il territorio si estende su una superficie di 27.194 km² ed è suddiviso in 206 parrocchie.

## Storia
La diocesi di Melbourne fu eretta il 25 giugno 1847 con il breve Apostolici muneris di papa Pio IX, ricavandone il territorio dall'arcidiocesi di Sydney, di cui originariamente era suffraganea.
Il 30 marzo 1874 cedette porzioni del suo territorio a vantaggio dell'erezione delle diocesi di Ballarat e di Sandhurst.
Il 31 marzo dello stesso anno la diocesi è stata elevata al rango di arcidiocesi metropolitana con il breve Incrementa dello stesso papa Pio IX.
Il 10 maggio 1887 ha ceduto un'altra porzione di territorio a vantaggio dell'erezione della diocesi di Sale.

## Cronotassi dei vescovi
Si omettono i periodi di sede vacante non superiori ai 2 anni o non storicamente accertati.
- James Alypius Goold, O.S.A. † (9 luglio 1847 - 11 giugno 1886 deceduto)
- Thomas Joseph Carr † (16 novembre 1886 - 6 maggio 1917 deceduto)
- Daniel Mannix † (6 maggio 1917 succeduto - 6 novembre 1963 deceduto)
- Justin Daniel Simonds † (6 novembre 1963 succeduto - 13 aprile 1967 ritirato[4])
- James Robert Knox † (13 aprile 1967 - 1º luglio 1974 dimesso)
- Thomas Francis Little † (1º luglio 1974 - 16 luglio 1996 dimesso)
- George Pell † (16 luglio 1996 - 26 marzo 2001 nominato arcivescovo di Sydney)
- Denis James Hart (22 giugno 2001 - 29 giugno 2018 ritirato)
- Peter Andrew Comensoli, dal 29 giugno 2018

## Statistiche
L'arcidiocesi nel 2023 su una popolazione di 5.151.000 persone contava 1.353.760 battezzati, corrispondenti al 26,3% del totale.
| anno | popolazione | popolazione | popolazione | presbiteri | presbiteri | presbiteri | presbiteri                | diaconi | religiosi | religiosi | parrocchie |
| anno | battezzati  | totale      | %           | numero     | secolari   | regolari   | battezzati per presbitero | diaconi | uomini    | donne     | parrocchie |
| ---- | ----------- | ----------- | ----------- | ---------- | ---------- | ---------- | ------------------------- | ------- | --------- | --------- | ---------- |
| 1950 | 303.571     | 1.130.000   | 26,9        | 432        | 225        | 207        | 702                       |         | 647       | 1.815     | 125        |
| 1966 | 530.497     | 2.354.650   | 22,5        | 747        | 387        | 360        | 710                       |         | 851       | 9.312     | 184        |
| 1968 | 633.652     | 2.295.841   | 27,6        | 753        | 400        | 353        | 841                       |         | 795       | 2.265     | 193        |
| 1980 | 793.000     | 2.823.000   | 28,1        | 751        | 418        | 333        | 1.055                     |         | 804       | 2.378     | 220        |
| 1990 | 876.608     | 3.087.200   | 28,4        | 717        | 382        | 335        | 1.222                     | 1       | 745       | 1.634     | 235        |
| 1999 | 995.797     | 3.365.173   | 29,6        | 635        | 341        | 294        | 1.568                     |         | 550       | 1.323     | 232        |
| 2000 | 995.797     | 3.365.173   | 29,6        | 647        | 336        | 311        | 1.539                     | 1       | 594       | 1.461     | 232        |
| 2001 | 995.797     | 3.365.173   | 29,6        | 611        | 331        | 280        | 1.629                     | 1       | 570       | 1.418     | 232        |
| 2002 | 1.012.797   | 3.489.000   | 29,0        | 611        | 333        | 278        | 1.657                     |         | 553       | 1.545     | 232        |
| 2003 | 1.029.182   | 3.518.627   | 29,2        | 582        | 324        | 258        | 1.768                     |         | 571       | 1.545     | 232        |
| 2004 | 1.029.182   | 3.518.627   | 29,2        | 583        | 321        | 262        | 1.765                     |         | 429       | 1.561     | 230        |
| 2010 | 1.085.000   | 3.844.000   | 28,2        | 561        | 300        | 261        | 1.934                     | 1       | 505       | 1.232     | 219        |
| 2013 | 1.111.981   | 4.095.921   | 27,1        | 537        | 299        | 238        | 2.070                     | 8       | 577       | 1.641     | 216        |
| 2016 | 1.167.696   | 4.440.000   | 26,3        | 491        | 303        | 188        | 2.378                     | 17      | 404       | 1.641     | 216        |
| 2019 | 1.228.375   | 4.669.650   | 26,3        | 460        | 284        | 176        | 2.670                     | 20      | 366       | 694       | 208        |
| 2021 | 1.264.150   | 4.810.000   | 26,3        | 492        | 274        | 218        | 2.569                     | 19      | 340       | 583       | 208        |
| 2023 | 1.353.760   | 5.151.000   | 26,3        | 511        | 274        | 237        | 2.649                     | 19      | 493       | 657       | 206        |